# La Espero
 (juillet 2017).
Si vous disposez d'ouvrages ou d'articles de référence ou si vous connaissez des sites web de qualité traitant du thème abordé ici, merci de compléter l'article en donnant les références utiles à sa vérifiabilité et en les liant à la section « Notes et références ».

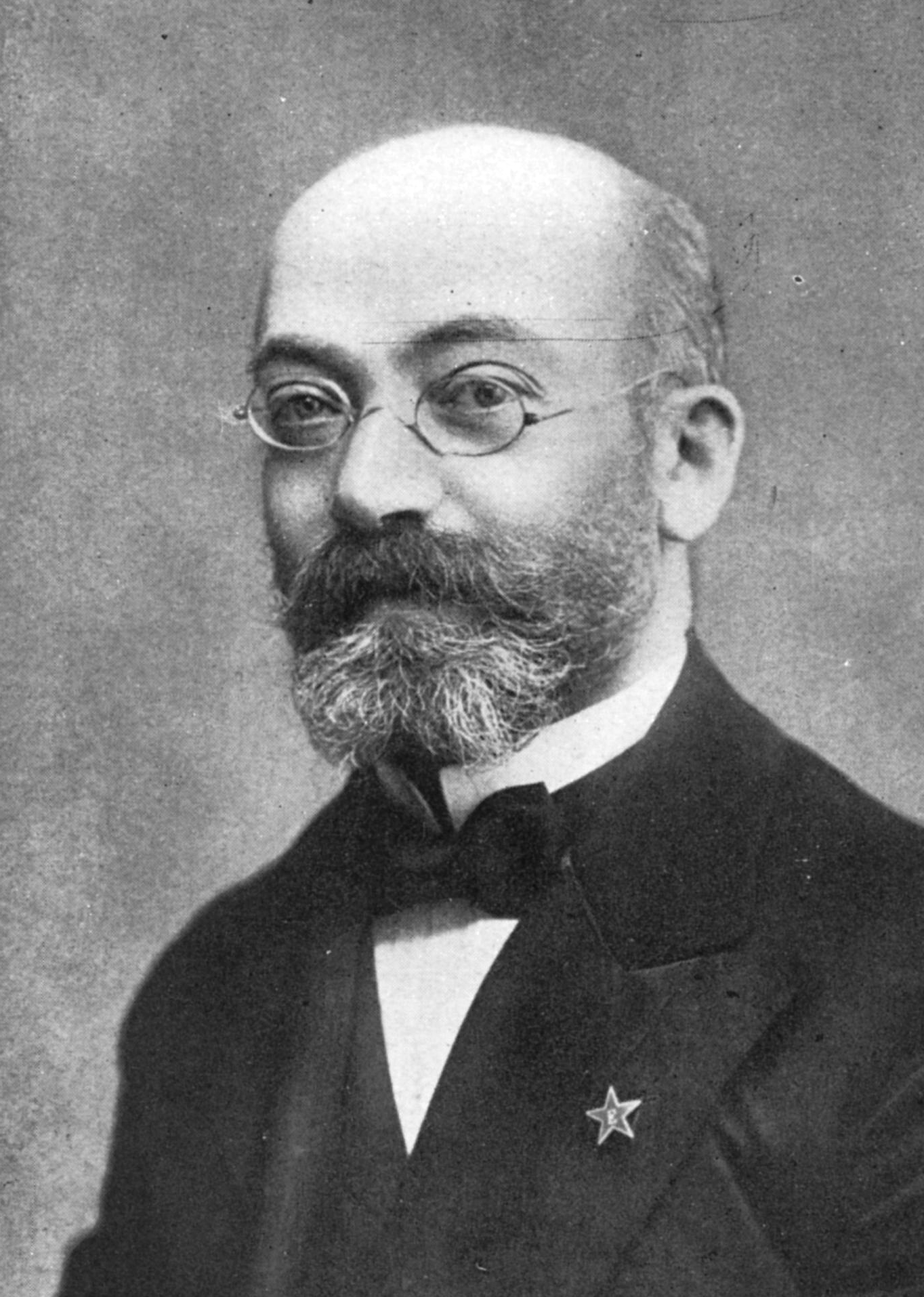
Louis-Lazare Zamenhof : parolier

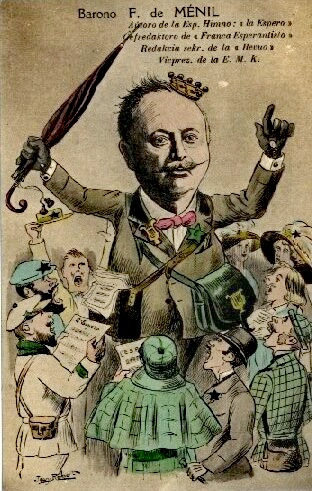
Félicien Menu de Ménil : compositeur

La Espero est l'hymne du mouvement espérantophone. Il a été inspiré par un poème écrit par Louis-Lazare Zamenhof (1859-1917). La musique a été composée par Félicien Menu de Ménil.

## Paroles

### Espéranto:La Espero
En la mondon venis nova sento,

tra la mondo iras forta voko;

per flugiloj de facila vento

nun de loko flugu ĝi al loko.

Ne al glavo sangon soifanta

ĝi la homan tiras familion: 

al la mond' eterne militanta

ĝi promesas sanktan harmonion.

Sub la sankta signo de l’espero

kolektiĝas pacaj batalantoj,

kaj rapide kreskas la afero

per laboro de la esperantoj.

Forte staras muroj de miljaroj

inter la popoloj dividitaj;

sed dissaltos la obstinaj baroj,

per la sankta amo disbatitaj.

Sur neŭtrala lingva fundamento,

komprenante unu la alian,

la popoloj faros en konsento

unu grandan rondon familian.

Nia diligenta kolegaro

en laboro paca ne laciĝos, 

ĝis la bela sonĝo de l’homaro

por eterna ben’ efektiviĝos.

### Français:L’Espoir
Dans le monde a surgi un sentiment nouveau,

À travers le monde passe un puissant appel ;

Sur les ailes d’un vent favorable

Qu’il vole maintenant de lieu en lieu.

Ce n’est pas à un glaive assoiffé de sang

Qu'il attire la famille humaine :

Au monde éternellement en guerre

Il promet une entente sacrée.

Sous le signe sacré de l’espoir

Se rassemblent des combattants de la paix,

Et c’est rapidement que la cause croît

Grâce au travail de ceux qui espèrent.

Des murs millénaires se dressent avec force

Entre les peuples divisés ;

Mais ces barrières obstinées voleront en éclats,

Abattues par l'amour sacré.

Sur la base d’une langue neutre,

Se comprenant les uns les autres,

Les peuples feront en parfait accord

Un grand cercle familial.

Notre confrérie laborieuse

Ne se lassera pas dans son œuvre de paix,

Jusqu’à ce que le beau rêve de l’humanité

Se réalise pour un bienfait éternel.